# Magny (Eure-et-Loir)
Pour les articles homonymes, voir Magny.
Magny est une commune française située dans le département d'Eure-et-Loir en région Centre-Val de Loire.

## Géographie

### Situation
Magny est située à 6 km d'Illiers-Combray, à 13 km de Courville-sur-Eure, à 20 km de Chartres et à 22 km de Thiron-Gardais. La commune est bordée à l'ouest par le Loir naissant.

Situation géographique
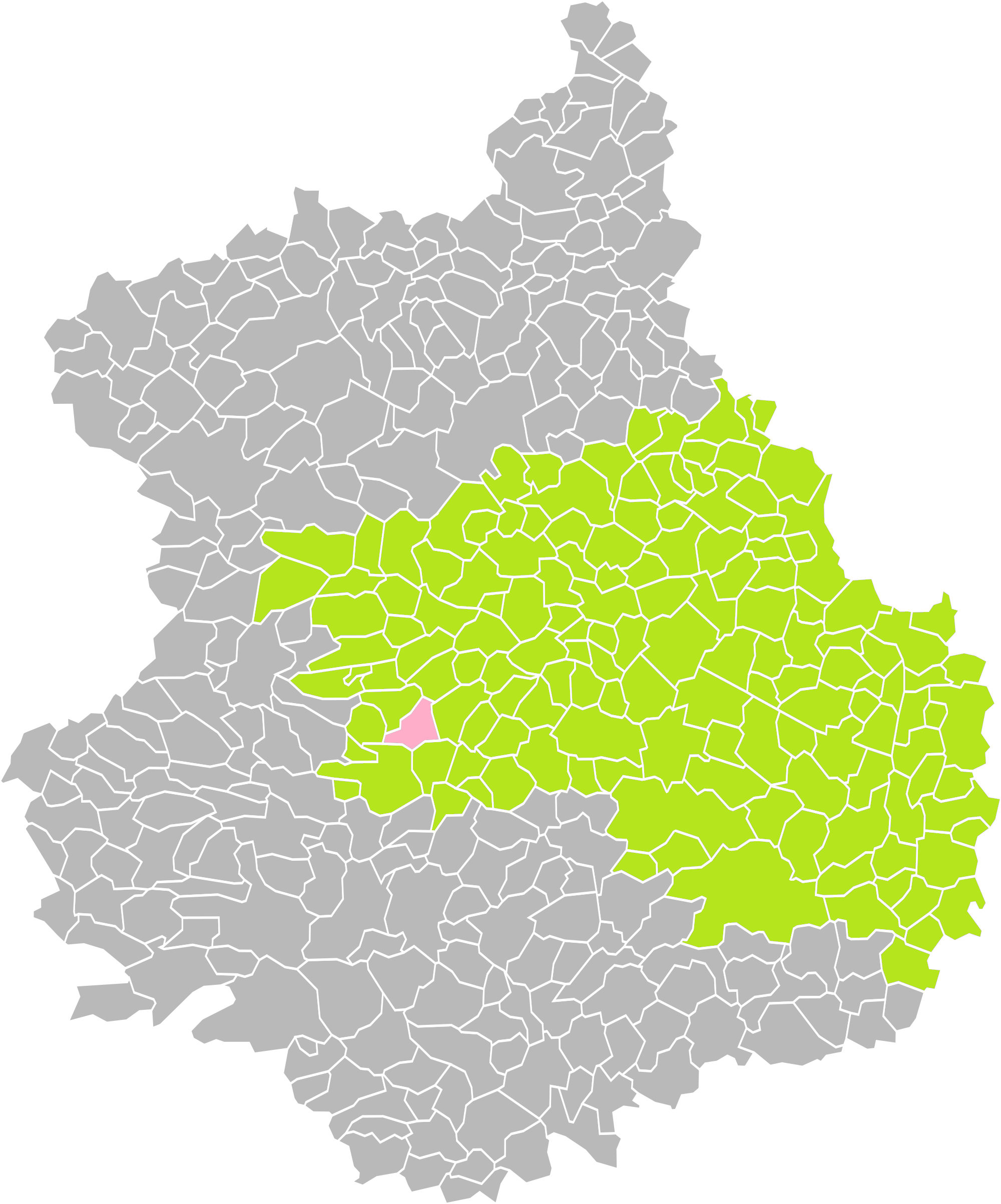
Magny dans son arrondissement.
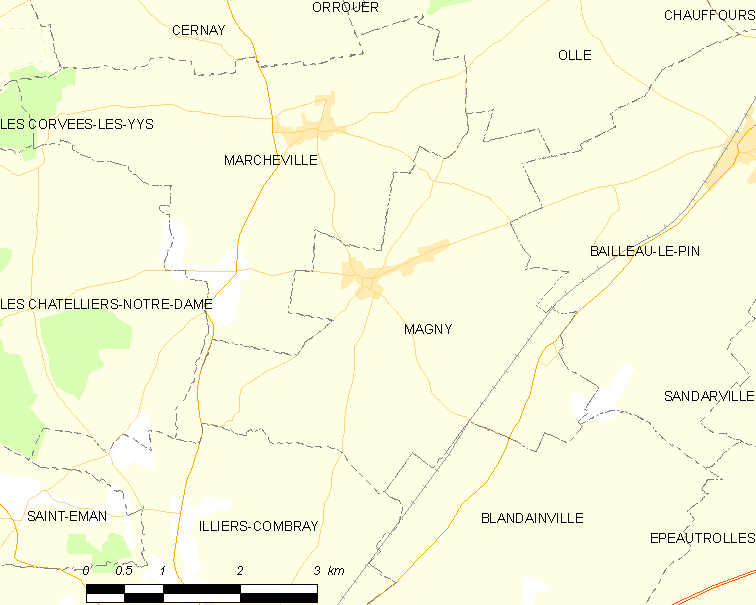
Carte de la commune de Magny.

### Communes limitrophes
| Marchéville                |                 | Ollé            |
| Les Châtelliers-Notre-Dame | Magny           | Bailleau-le-Pin |
|                            | Illiers-Combray | Blandainville   |

### Hydrographie
La commune est bordée à l'ouest par la rivière le Loir, affluent en rive gauche de la Sarthe, sous-affluent du fleuve la Loire par la Maine.

### Voies de communication et transports

#### Desserte ferroviaire
La gare de Magny - Blandainville est située sur la ligne de Chartres à Bordeaux-Saint-Jean sur le territoire de la commune.

### Climat
Pour des articles plus généraux, voir Climat du Centre-Val de Loire et Climat d'Eure-et-Loir.
En 2010, le climat de la commune est de type climat océanique dégradé des plaines du Centre et du Nord, selon une étude du CNRS s'appuyant sur une série de données couvrant la période 1971-2000. En 2020, Météo-France publie une typologie des climats de la France métropolitaine dans laquelle la commune est exposée à un climat océanique altéré et est dans la région climatique  Sud-ouest du bassin Parisien, caractérisée par une faible pluviométrie, notamment au printemps (120 à 150 mm) et un hiver froid (3,5 °C). 
Pour la période 1971-2000, la température annuelle moyenne est de 10,6 °C, avec une amplitude thermique annuelle de 14,9 °C. Le cumul annuel moyen de précipitations est de 663 mm, avec 11,1 jours de précipitations en janvier et 7,7 jours en juillet. Pour la période 1991-2020, la température moyenne annuelle observée sur la station météorologique de Météo-France la plus proche, sur la commune de Blandainville à 5 km à vol d'oiseau, est de 11,2 °C et le cumul annuel moyen de précipitations est de 626,2 mm,. Pour l'avenir, les paramètres climatiques de la commune estimés pour 2050 selon différents scénarios d'émission de gaz à effet de serre sont consultables sur un site dédié publié par Météo-France en novembre 2022.

## Urbanisme

### Typologie
Au 1er janvier 2024, Magny est catégorisée commune rurale à habitat dispersé, selon la nouvelle grille communale de densité à 7 niveaux définie par l'Insee en 2022.
Elle est située hors unité urbaine. Par ailleurs la commune fait partie de l'aire d'attraction de Chartres, dont elle est une commune de la couronne,. Cette aire, qui regroupe 117 communes, est catégorisée dans les aires de 50 000 à moins de 200 000 habitants,.

### Occupation des sols
L'occupation des sols de la commune, telle qu'elle ressort de la base de données européenne d’occupation biophysique des sols Corine Land Cover (CLC), est marquée par l'importance des territoires agricoles (97,4 % en 2018), une proportion identique à celle de 1990 (97,4 %). La répartition détaillée en 2018 est la suivante : 
terres arables (96,7 %), zones urbanisées (2,6 %), zones agricoles hétérogènes (0,7 %). L'évolution de l’occupation des sols de la commune et de ses infrastructures peut être observée sur les différentes représentations cartographiques du territoire : la carte de Cassini (XVIIIe siècle), la carte d'état-major (1820-1866) et les cartes ou photos aériennes de l'IGN pour la période actuelle (1950 à aujourd'hui).

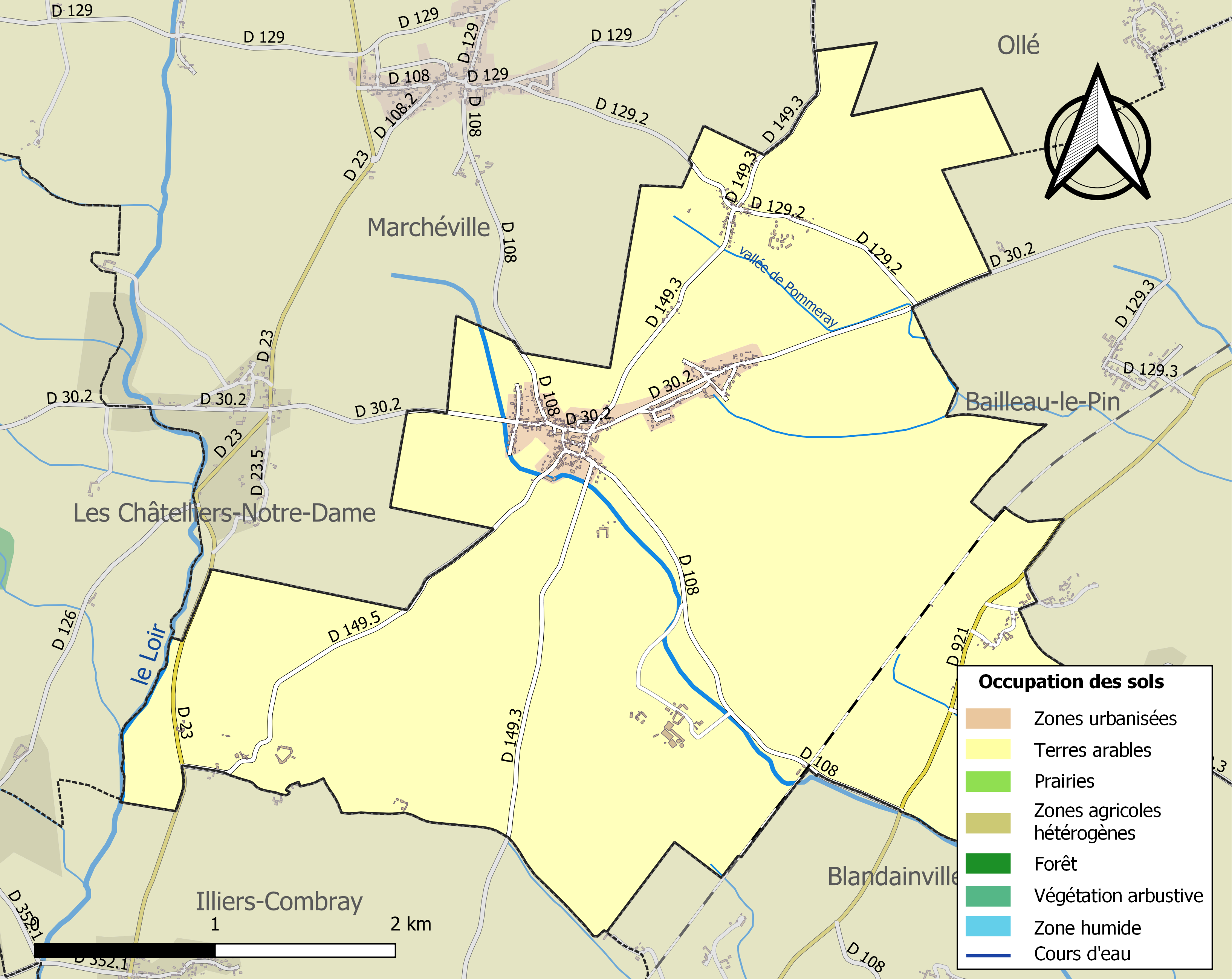
Carte des infrastructures et de l'occupation des sols de la commune en 2018 (CLC).

### Risques majeurs
Le territoire de la commune de Magny est vulnérable à différents aléas naturels : météorologiques (tempête, orage, neige, grand froid, canicule ou sécheresse), inondations, mouvements de terrains et séisme (sismicité très faible). Il est également exposé à un risque technologique, le transport de matières dangereuses. Un site publié par le BRGM permet d'évaluer simplement et rapidement les risques d'un bien localisé soit par son adresse soit par le numéro de sa parcelle.

#### Risques naturels
Certaines parties du territoire communal sont susceptibles d’être affectées par le risque d’inondation par débordement de cours d'eau, notamment le Loir et la Vallée de Paray. La commune a été reconnue en état de catastrophe naturelle au titre des dommages causés par les inondations et coulées de boue survenues en 1988 et 1999,.

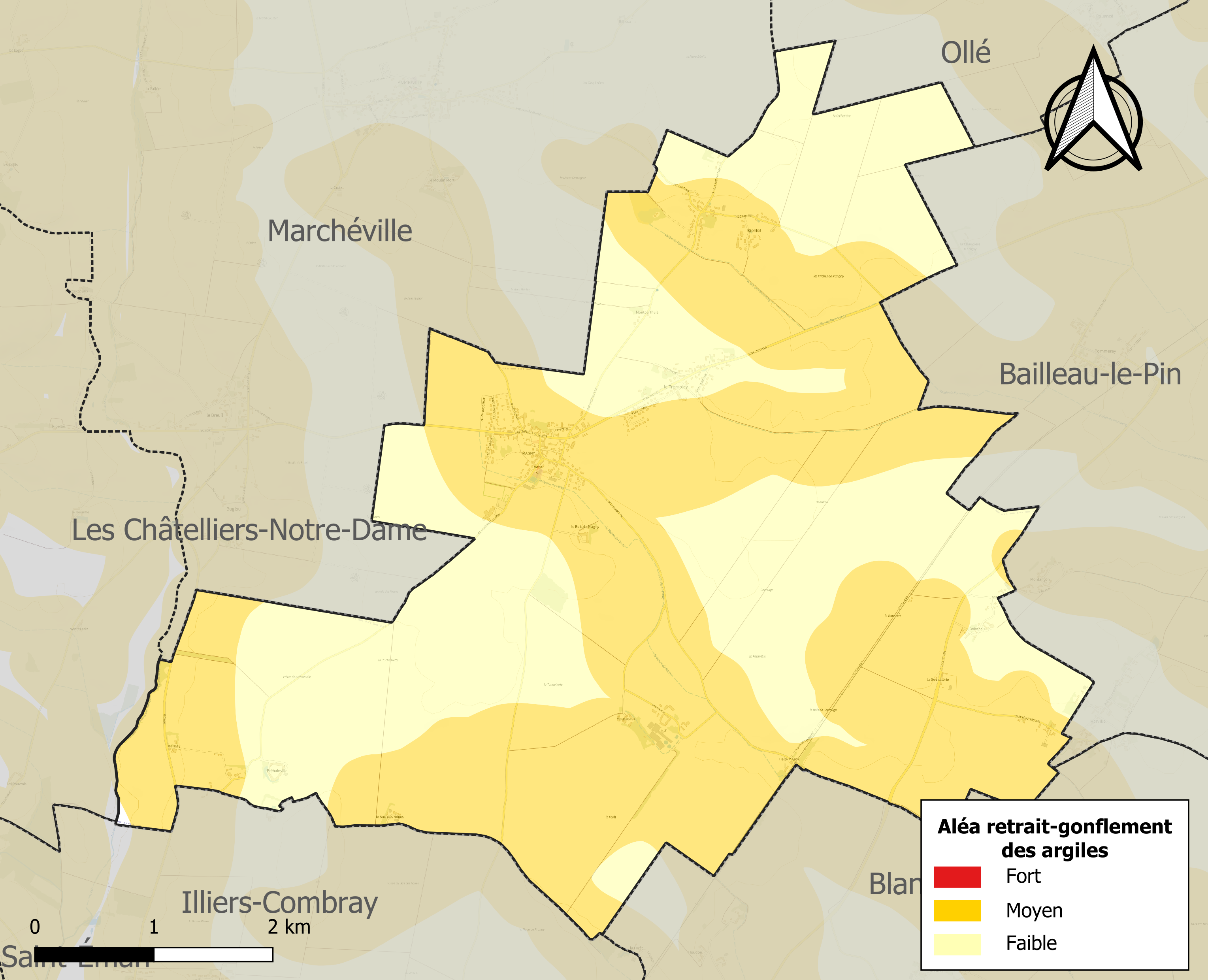
Carte des zones d'aléa retrait-gonflement des sols argileux de Magny.

Les mouvements de terrains susceptibles de se produire sur la commune sont des affaissements et effondrements liés aux cavités souterraines. L'inventaire national des cavités souterraines permet de localiser celles situées sur la commune.
Le retrait-gonflement des sols argileux est susceptible d'engendrer des dommages importants aux bâtiments en cas d’alternance de périodes de sécheresse et de pluie. 59 % de la superficie communale est en aléa moyen ou fort (52,8 % au niveau départemental et 48,5 % au niveau national). Sur les 281 bâtiments dénombrés sur la commune en 2019, 205 sont en aléa moyen ou fort, soit 73 %, à comparer aux 70 % au niveau départemental et 54 % au niveau national. Une cartographie de l'exposition du territoire national au retrait gonflement des sols argileux est disponible sur le site du BRGM,.
Concernant les mouvements de terrains, la commune a été reconnue en état de catastrophe naturelle au titre des dommages causés par des mouvements de terrain en 1999.

#### Risques technologiques
Le risque de transport de matières dangereuses sur la commune est lié à sa traversée par des infrastructures routières ou ferroviaires importantes ou la présence d'une canalisation de transport d'hydrocarbures. Un accident se produisant sur de telles infrastructures est en effet susceptible d’avoir des effets graves au bâti ou aux personnes jusqu’à 350 m, selon la nature du matériau transporté. Des dispositions d’urbanisme peuvent être préconisées en conséquence.

## Toponymie
Magny correspond à un archétype fréquent en France dont les formes anciennes sont du type Maniacum ou Magniacum, nom de domaine gallo-romain composé avec le suffixe -acum de propriété et le nom du propriétaire Manius « né le matin » ou Magnus « le Grand ». Ces noms latins étaient bien sûr portés par des personnages d'origine gauloise.

## Politique et administration

### Liste des maires
| Période                                  | Période   | Identité              | Étiquette | Qualité                                                                                         |
| ---------------------------------------- | --------- | --------------------- | --------- | ----------------------------------------------------------------------------------------------- |
| Les données manquantes sont à compléter. |           |                       |           |                                                                                                 |
| Avant 1995                               | 1995      | Raymond Huard         | DVD       |                                                                                                 |
| 1995                                     | Juin 2016 | Jean-François Manceau | UMP-LR    | Agriculteur-éleveur Conseiller général du canton d'Illiers-Combray (2004 → 2015) Démissionnaire |
| mai 2016                                 | En cours  | Frédéric Delestre,    |           | Technicien                                                                                      |

## Population et société

### Démographie
L'évolution du nombre d'habitants est connue à travers les recensements de la population effectués dans la commune depuis 1793. Pour les communes de moins de 10 000 habitants, une enquête de recensement portant sur toute la population est réalisée tous les cinq ans, les populations de référence des années intermédiaires étant quant à elles estimées par interpolation ou extrapolation. Pour la commune, le premier recensement exhaustif entrant dans le cadre du nouveau dispositif a été réalisé en 2008.

En 2022, la commune comptait 652 habitants, en évolution de −0,76 % par rapport à 2016 (Eure-et-Loir : −0,23 %, France hors Mayotte : +2,11 %).
| 1793 | 1800 | 1806 | 1821 | 1831 | 1836 | 1841 | 1846 | 1851 |
| ---- | ---- | ---- | ---- | ---- | ---- | ---- | ---- | ---- |
| 398  | 470  | 520  | 458  | 460  | 489  | 521  | 525  | 503  |

| 1856 | 1861 | 1866 | 1872 | 1876 | 1881 | 1886 | 1891 | 1896 |
| ---- | ---- | ---- | ---- | ---- | ---- | ---- | ---- | ---- |
| 518  | 512  | 508  | 483  | 492  | 491  | 529  | 523  | 521  |

| 1901 | 1906 | 1911 | 1921 | 1926 | 1931 | 1936 | 1946 | 1954 |
| ---- | ---- | ---- | ---- | ---- | ---- | ---- | ---- | ---- |
| 522  | 500  | 473  | 443  | 429  | 405  | 390  | 412  | 381  |

| 1962 | 1968 | 1975 | 1982 | 1990 | 1999 | 2006 | 2008 | 2013 |
| ---- | ---- | ---- | ---- | ---- | ---- | ---- | ---- | ---- |
| 386  | 366  | 372  | 438  | 539  | 517  | 625  | 656  | 648  |

| 2018 | 2022 | - | - | - | - | - | - | - |
| ---- | ---- | - | - | - | - | - | - | - |
| 649  | 652  | - | - | - | - | - | - | - |

## Culture locale et patrimoine

### Lieux et monuments
- L'église Saint-Didier[Note 3] ;
- Le monument aux morts ;
- Les tombes de guerre du Commonwealth[27] ;
- L'hôtel à insectes.
- Trois mosaïques signées Mathieu ornent les rues de Magny (près de l'ancienne poste, sur la rue principale et sur le mur de la maison des pompiers près de la salle des fêtes.

Lieux et monuments
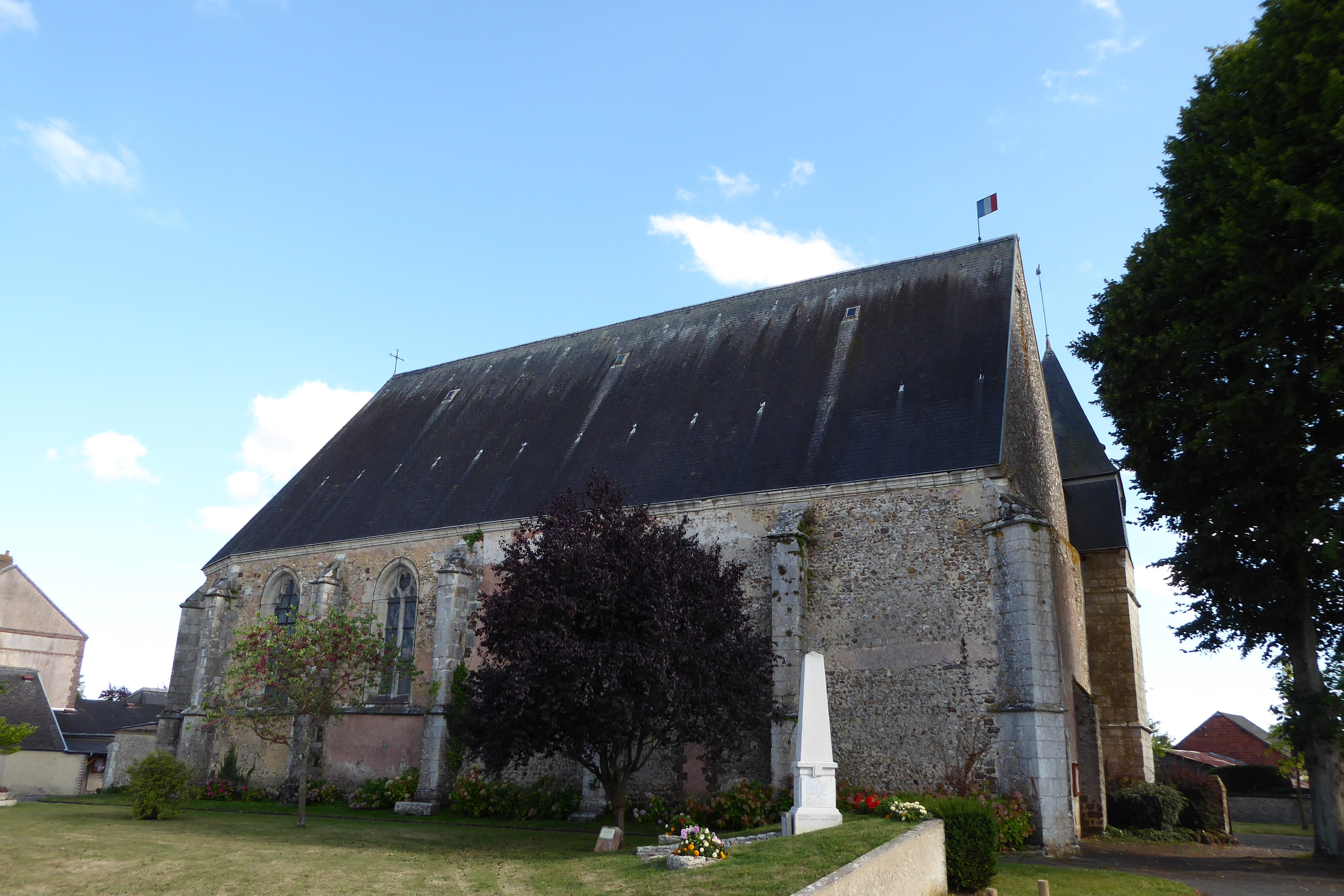
L'église Saint-Didier et le monument aux morts.
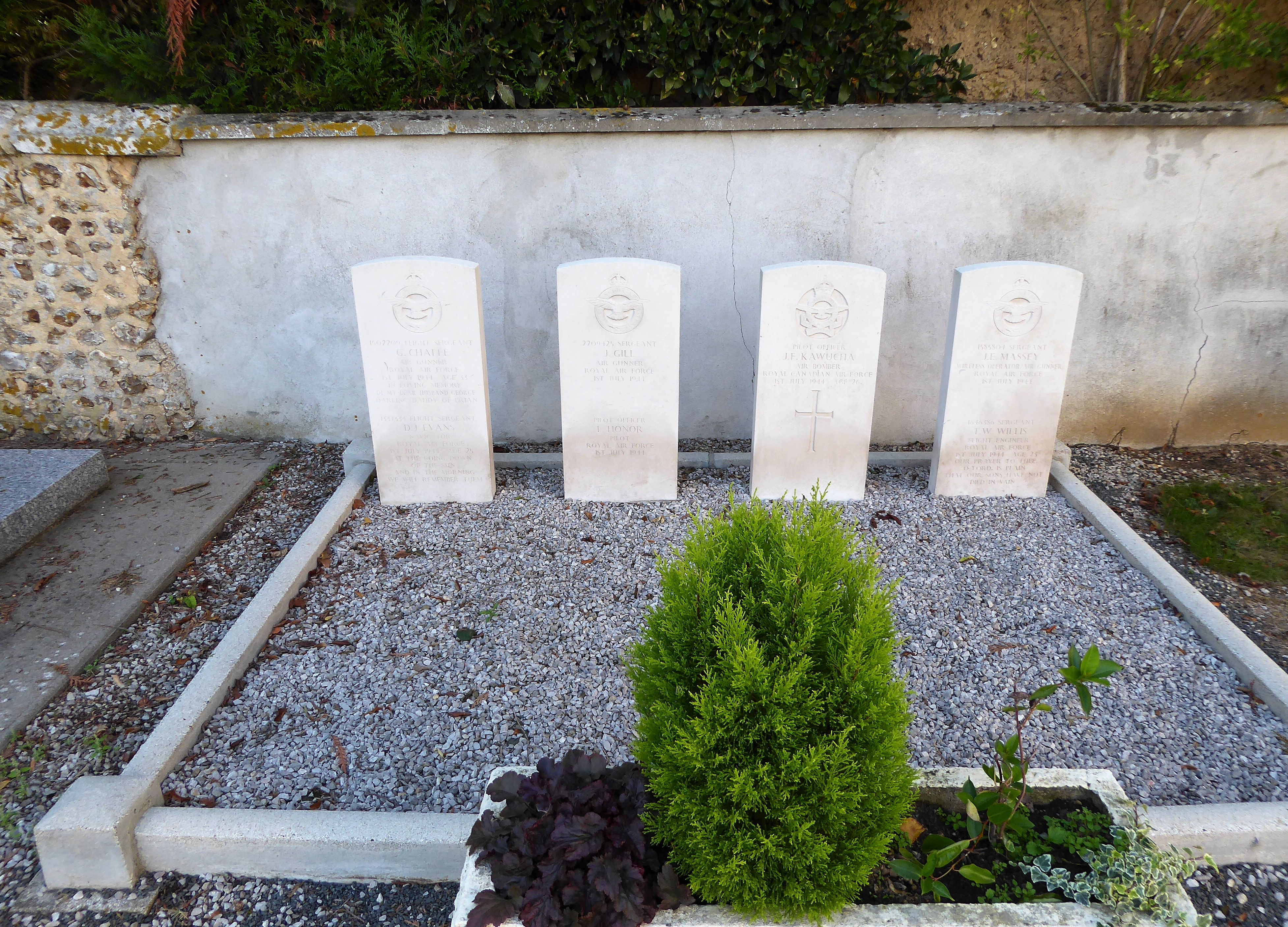
Les tombes de guerre du Commonwealth.
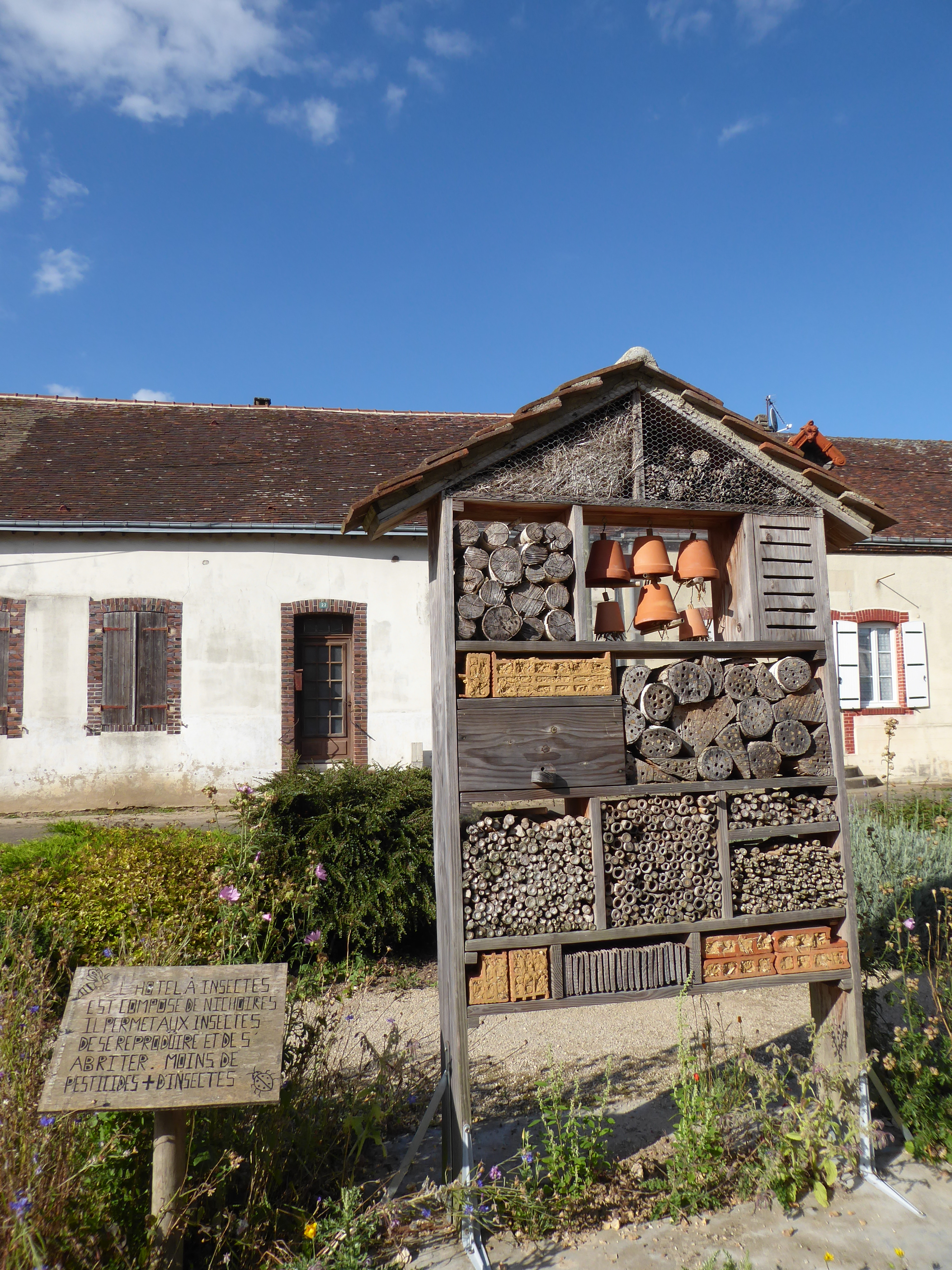
L'hôtel à insectes.

### Héraldique
|  | Les armoiries de Magny se blasonnent ainsi : Coupé : au 1er d'azur à la perdrix en vol au naturel, au 2e de gueules à la gerbe de blé d'or. Création Raymond Marcé. Adopté en 1982. |